# Лейтенант-цур-зее
Лейтенант-цур-зее (нім. Leutnant zur See, Lt zS або LZS) — військове звання молодшого офіцерського складу у Військово-морських силах Збройних сил Німеччини (Імператорські військово-морські сили Німеччини, Рейхсмаріне, Крігсмаріне, Фольксмаріне), Нідерландів, а також у ВМС Австро-Угорщини.

## Знаки розрізнення лейтенанта-цур-зее

Лейтенант-цур-зее Крігсмаріне
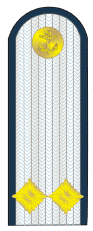
Лейтенант-цур-зее Фольксмаріне
лейтенант-цур-зее 3 класу ВМС Нідерландів (нід. Luitenant-op-see 3e klasse)

За часів Третього Рейху у Ваффен-СС еквівалентним званням було СС-унтерштурмфюрер.